# Fédération anarchiste informelle
Pour les articles homonymes, voir FAI et Fédération anarchiste.
La Fédération anarchiste informelle (italien : Federazione Anarchica Informale) est une organisation armée anarchiste présente en Italie. Il ne faut pas la confondre avec la Fédération anarchiste italienne, qui refuse la violence politique. La FAI est un ensemble de cellules anarcho-insurrectionnelles. La Fédération Anarchiste Informelle est considérée par les services secrets italiens comme la principale menace anarcho-insurrectionnelle en Italie et terroriste mais ne figure plus sur la liste officielle des organisations terroristes de l'Union européenne depuis 2010. Elle est dotée d'une structure "horizontale", autrement dit sans leader en raison de son idéologie. Les cellules de la FAI agissent soit indépendamment, soit sous le sigle FAI, connues pour leurs actions "coups de poing" violentes mais jusque-là jamais meurtrières.
Son idéologie s'oppose à l'ordre capitaliste actuel mais aussi au marxisme considéré comme visant à remplacer une forme d'autoritarisme par une autre.
La Fédération se définit « anarchiste parce qu'elle tend à la destruction de l'État et du capital  et informel parce que, en étant privée de mécanismes autoritaires, associatifs et bureaucratiques, elle garantit l'anonymat et l'indépendance des groupes et des individus qui la composent », « adversaire de n'importe quel cancer marxiste »  et elle expose un modèle de « lutte armée basée sur l'action directe des individus et des groupes. ».

## Structures
La FAI se compose des groupes suivants (Liste non exhaustive) :
- Brigata 20 luglio (Brigade 20 juillet, date de la mort de Carlo Giuliani)
- Cellule contro il Capitale, il Carcere, i suoi Carcerieri e le sue Celle (appelée aussi "le 5 C", Cellules contre le Capital, la Prison, ses Gardiens de prison et ses Cellules)
- Cooperativa Artigiana Fuoco e Affini (occasionalmente spettacolare)
- Solidarietà internazionale
- Gruppo anarchico Morales
- Cellula rivoluzionaria Lambros Fountas (Anarchiste grec tué lors d'une fusillade avec la police[9].)
- Cellule Insorgenti Metropolitane
- Cellule armate per la solidarietà internazionale
- Nucleo Rivoluzionario Horst Fantazzini (Anarchiste italien mort en prison[10])
- Narodna Volja (« Volonté du Peuple » ou « Liberté du Peuple » en russe, organisation anarchiste russe du XIXe siècle)
- Rivolta Tremenda
- Rivolta Animale
- Sorelle in armi, nucleo Mauricio Morales (Anarchiste chilien mort lors de l'explosion de sa bombe artisanale.)

## Histoire

### 2003: contre l'Union européenne
En 2003, le groupe revendiqua la responsabilité de la campagna dinamitarda qui a comme cible différentes institutions de l'Union européenne,. Le FAI affirme avoir voulu frapper « les appareils de contrôle et de répression et les protagonistes de la  mascarade démocratique que sont les institutions du nouvel ordre européen »
Pour contrôler ce risque, les autorités italiennes imposent de bloquer dans les bureaux postaux de la région de l'Émilie-Romagne chaque pli adressé aux organismes de l'UE. Le procureur général de la République à Bologne déclare que les colis ont été envoyés à la Banque centrale européenne, à Europol et à Eurojust et qu'ils contiennent des tracts de la Fédération Anarchiste Informelle. le tract décrit le groupe italien et parle de l'"Operazione Santa Claus".
Après l'attentat perpétré en décembre contre Romano Prodi, la FAI envoie une lettre au quotidien La Repubblica, en soutenant qu'elle s'oppose à l'UE (Prodi était à ce moment président de la Commission européenne) en révélant que l'attaque a été commise pour que « les cochons sachent que les attaques contre eux n'en sont qu'au début et vont s'accentuer contre lui et les autres» pendant que dans le communiqué de revendication de l'attentat elle déclare :  « Nous ne pouvons pas résister au plaisir de critiquer la présidence italienne de l'Union européenne qui se termine, conscients qu'au-delà de la rhétorique officielle, les décisions ratifiées dans ces six mois seront annonciatrices d'autres pratiques d'exploitation et de domination. »

### 2010: contre la Ligue du Nord et Berlusconi
Le 26 mars 2010, un colis destiné à la Ligue du Nord explose avant d'arriver à destination.  La Poste italienne intercepte une lettre contenant une balle, adressée au président du Conseil, Silvio Berlusconi, dans laquelle la FAI annonce que « ça va être la fin du rat ».

### 2010: contre les ambassades de Suisse, du Chili et de Grèce
Le 23 décembre 2010, deux paquets explosent dans les mains des employés des ambassades de la Suisse et du Chili en Italie, en les blessant. Les attentats sont revendiqués par la Fédération Anarchiste Informelle, pendant qu'un troisième colis est envoyé à l'ambassade de la Grèce sans exploser.

### 2011: contre Swissnuclear
Le 31 mars 2011, une bombe explose dans les bureaux de Swissnuclear à Olten (Suisse) en blessant deux femmes. Swissnuclear est la filiale nucléaire de Swisselectric, qui regroupe Axpo, Alpiq et BKW. L'attentat est revendiqué par la Fédération Anarchiste Informelle.

### 2011: contre Equitalia et la Deutsche Bank
Le 8 décembre 2011, une bombe, envoyée par le FAI explose à Rome, au siège d'Equitalia - l'agence chargée de l'encaissement des impôts - et blesse à une main et aux yeux le directeur général Marco Cuccagna. L'attentat s'inscrit dans un climat d’inquiétude à la suite des lourdes mesures anti-crise du Gouvernement Monti.
Un paquet similaire est adressé dans la même journée au président de la Deutsche Bank, Josef Ackermann à Francfort mais il est intercepté. L'action est également revendiquée par la FAI.

### 2012: la "jambisation" d'Adinolfi
Le 11 mai 2012, le Nucleo Olga de la FAI revendique, une semaine après, le gambizzazione de Roberto Adinolfi, administrateur délégué de l'Ansaldo Nucléaire de Gênes accusé d'avoir favorisé le retour du nucléaire en Italie. Pour cet acte,  trois pistes sont envisagées :  des anciens brigadistes, les anarcho-insurrectionnalistes et la piste "commerciale", liée aux intérêts de l'entreprise dans l'Europe de l'Est. La sécurité intérieure considère celle du Nucleo Olga comme la plus sûre.
Sont emprisonnés pour cette action deux anarchistes : Nicola Gai et Alfredo Cospito qui s'exprime longuement dans la revue sur Internet " Nous ne voulons plus attendre " ; la revue  utilise comme terminologie pour désigner les actions de la FAI l'expression "anarchisme de la praxis ".
Selon le site Non Fides "  Les condamnations pour l’attaque de l’administrateur délégué d’Ansaldo Nucleare Roberto Adinolfi à Gênes le 7 mai 2012 ont été confirmées par la Cour de Cassation, avec une légère réduction de peine (relative à la qualification des délits mineurs) : Alfredo Cospito a été condamné à 9 ans, 5 mois et 10 jours (en appel c’était 10 ans et 8 mois), et Nicola Gai à 8 ans, 8 mois et 20 jours (en appel 9 ans et 4 mois)."

## Actions
- 29 décembre 2003 : un colis piégé destiné à M. Storbeck, directeur d'Europol, est reçu au siège d'Europol à La Haye[27].
- 31 décembre 2003 : double attentat à la bombe devant le domicile de Romano Prodi[28].
- 1er avril 2004 : deux colis piégés sont désamorcés, ils étaient destinés à la Direction de l'administration pénitentiaire italienne[29].
- 30 octobre 2004 : deux bombes explosent contre une agence Manpower à Milan[30].
- 8 novembre 2004 : une bombe explose contre une agence Adecco et deux autres contre la prison San Vittore[31].
- 1er mars 2005 : deux attentats se produisent contre deux casernes de carabiniers à Gênes et Milan[32].
- 22 mai 2005 : un colis piégé est envoyé au préfet de police de Lecce, Giorgio Manari[33].
- 24 mai 2005 : un colis piégé est envoyé au siège de la police municipale de Turin blesse légèrement une policière. Une autre lettre piégée est désamorcée à Modène[34].
- 3 novembre 2005 : un colis piégé est désamorcé à Bologne, il était envoyé au conseil municipal[35].
- Décembre 2009 : une bombe incendiaire explose dans le couloir de l'université milanaise Bocconi[36].
- 26 mars 2010 : un colis piégé envoyé à Roberto Maroni blesse légèrement une postière à Milan[36].
- 23 décembre 2010 : deux colis piégés explosent dans les ambassades de Suisse et du Chili à Rome et blessent deux personnes, dont une grièvement ; l'attentat est revendiqué par la FAI[37] Lors de ces attentats au colis piégé l'influence de Alfredo M. Bonanno sur les milieux libertaires italo-grecs a été évoquée par plusieurs spécialistes[38].
- 31 mars 2011 : une lettre piégée adressée à une caserne de Livourne explose blessant un officier, dans le même temps en Suisse une lettre piégée fait deux blessés au bureau de Swissnuclear à Olten. Une autre bombe adressée au directeur de la prison grecque de Korydallós est neutralisée quant à elle à temps. Tous ces attentats sont revendiqués[39],[40].
- décembre 2011 : un colis piégé blesse le responsable d'un centre du fisc à Rome[41].
- 7 décembre 2011 : une lettre piégée adressée au président de la Deutsche Bank, Josef Ackermann, est interceptée en Allemagne. La Fédération anarchiste informelle revendique l'envoi[41]
- 11 mai 2012 : l'organisation revendique l'attentat contre le directeur général d'Ansaldo Nucleare, Roberto Adinolfi, blessé par balles aux jambes[41].
- 16 mai 2012 : une lettre signée FAI Calabre contenant des menaces de mort est envoyée à Mario Monti[42]
- 16 mai 2012 : une bombe explose dans les locaux de l'Aube dorée à Athènes[43].
- 12 avril 2013 : un colis visant La Stampa, journal de Turin propriété de FIAT, est neutralisé[44].
- 3 juillet 2013 : une lettre piégée prend feu au tri postal d'Athènes, elle était destinée à un haut responsable en retraite de la police grecque [45].
- 7 avril 2015 :  attaque des bureaux administratifs de l’entreprise  Ganadera Rio Bueno S.A. au Chili (lutte antispéciste) revendiqué par la Cellule Anarchiste d’Attaque Incendiaire « Feu et Conscience ».
- 6 octobre 2015 : attaque des dépendances de la Force Aérienne du Chili appartenant au Service Religieux de Commandement du Personnel à l’aide d’un engin incendiaire,  rue Cienfuegos à Santiago du Chili revendication " Cellule Anarchiste d’Attaque Incendiaire « Feu et Conscience »